# ダヴィド・ゲリンガス
ダヴィド・ゲリンガス（{David Gilevich Geringas；リトアニア語: Davidas Geringas（ダヴィダス・ゲリンガス）、1946年7月29日 - ）は、リトアニアのヴィリニュス生まれのチェロ奏者。現在はドイツ国籍である。
質の高い演奏活動と教育活動で尊敬を集め、現代を代表するチェリストの一人である。師であるムスティスラフ・ロストロポーヴィチから受けついだスケールの大きな演奏、鮮やかな音色が魅力である。

## 経歴
リトアニアの著名な音楽一家に生まれ、幼い頃から神童として名を馳せる。家系はユダヤ系で、もとの姓はゲーリング(Gering)であった。
1963年にモスクワ音楽院に入学、ロストロポーヴィチのもとで8年間学ぶ。1970年のチャイコフスキー国際コンクールで優勝をしてから世界的な注目を浴び、同年には旧西ドイツ主要都市への演奏旅行、1973年にはハンガリーへの演奏旅行をするなど華やかな音楽活動を開始する。1975年には西ドイツに移住する。
早くから教育活動に熱心に取り組んできたことでも知られ、北ドイツ放送交響楽団のソロ・チェリストを務めるかたわら、ハンブルク音楽院の教授として後進の指導に当たり、1980年からはリューベック音楽大学で教鞭をとっている。ベルリン・フィルハーモニー管弦楽団に何人もの教え子がいるという。
ソリストとして、ロンドン・フィルハーモニー管弦楽団、シカゴ交響楽団、イスラエル・フィルハーモニー管弦楽団、NHK交響楽団などと共演している。
2006年4月から、日本の九州交響楽団(福岡市)の首席客演指揮者に就任した。その最初の演奏会が2006年6月に開催されたが、チャイコフスキーの交響曲第7番変ホ長調（ボガトリリェフ補筆版）を指揮し同曲の日本初演を行った。同楽団とは2005年6月にハイドンのチェロ協奏曲第1番ハ長調を《弾き振り》で共演しており、今後も積極的な来日と共演が期待できる。

## レパートリー
レパートリーは極めて広い。初期バロックから古典派、ロマン派、近代、さらにクシシュトフ・ペンデレツキ、アンリ・デュティユー、リゲティ・ジェルジュ、ゴットフリート・フォン・アイネムら同時代の音楽家を弾きこなし、ソフィア・グバイドゥーリナ、アルフレート・シュニトケ、ペトリス・ヴァスクスなど同時代のロシア・東欧の音楽家の紹介においては高く評価されている。多くの作曲家から協奏曲やリサイタル用作品を献呈され、1992年には現代音楽への特別な功績によりシュレースヴィヒ＝ホルシュタイン州芸術同盟より芸術賞を授与されている。最近は指揮活動も着実に広げてきている。
録音数も多く、1989年にグランプリ・デュ・ディスクを受賞した。

## 楽器
1761年製のガダニーニをメインで使用しているが、バロック期の作品ではバリトン・チェロやヴィオラ・ダ・ガンバを用いての演奏も行う。またバッハの無伴奏チェロ組曲6番では、ピッコロ・チェロと呼ばれる五弦のチェロを使用するなど、楽器に対する柔軟な感性をみせている。最近ではヤマハ社のサイレント・チェロを演奏会で弾くこともありエフェクターの研究にも余念がないという。

## アンサンブルへの取り組み
2005年5月22日、日本で開催された第3回「1000人のチェロコンサート」にムスティスラフ・ロストロポーヴィチなどと共に参加。第4回目となる「1000人のチェロコンサート」では、ソロ演奏と指揮を行なった。